# جيمس إي. كيارني
جيمس إي. كيارني (بالإنجليزية: James E. Kearney)‏ هو كاهن كاثوليكي أمريكي، ولد في 28 أكتوبر 1884 في ريد واك في الولايات المتحدة، وتوفي في 12 يناير 1977 في روتشستر في الولايات المتحدة.